# Monaster św. Józefa Wołokołamskiego
Monaster św. Józefa Wołokołamskiego – męski prawosławny stauropigialny klasztor w okolicach Wołokołamska.

## Historia
Monaster został założony przez ihumena Józefa (Sanina) w 1479. Duchowny ten założył nowy klasztor, będąc już doświadczonym ascetą, poprzednie lata spędził bowiem w klasztorze w Borowsku. W odróżnieniu od większości rosyjskich klasztorów prawosławnych powstałych w XV w., opartych na regule idiorytmicznej, wspólnota założona przez ihumena Józefa od początku miała charakter cenobityczny. W ciągu pierwszych dziesięciu lat funkcjonowania klasztor stał się jednym z największych (jeszcze za życia twórcy zgromadził 400 mnichów) i najbogatszych na Rusi Moskiewskiej, pełnił również funkcje obronne. Monaster i jego założyciel, ihumen Józef, odegrał decydującą rolę w sporze o prawo Cerkwi i klasztorów do posiadania majątków (konflikt zachłannych, stiażatieli, którym przewodził Józef, z niezachłannymi). Częstymi gośćmi klasztoru byli przedstawiciele najznakomitszych moskiewskich rodów bojarskich oraz wielki książę moskiewski Wasyl III i car Iwan IV. W połowie XVI w. w monasterze przetrzymywany był Maksym Grek, w 1610 w klasztorze przebywał zdetronizowany i przymusowo postrzyżony na mnicha Wasyl IV Szujski. Dzięki pracy mnichów i hojnym darom prywatnych ofiarodawców, w 1485 w monasterze wzniesiony został kamienny sobór, do którego freski wykonał ikonograf Dionizy i jego uczniowie. Monaster był właścicielem 51 wsi, zakonnicy pracowali w pracowniach rzemieślniczych, jednak największe znaczenie dla wspólnoty miała praca mnichów przy pisaniu ikon oraz przepisywaniu ksiąg. 
Monaster był znaczącym ośrodkiem prawosławnego życia monastycznego do 1920, gdy został zamknięty przez władze radzieckie. W jego zabudowaniach do 1981 mieścił się dom dziecka. Rosyjski Kościół Prawosławny odzyskał obiekt w 1989.